# Via Mediolanum-Verbannus
La via Mediolanum-Verbannus (in italiano "via Milano-Verbano") è il nome attribuito in epoca moderna alla strada romana, situata nella regio XI Transpadana e risalente a un periodo compreso tra la fine dell'era repubblicana e i primi decenni dell'età imperiale, che congiungeva Mediolanum (la moderna Milano) con il Verbannus Lacus (il Lago Verbano, ovvero il Lago Maggiore) e poi con il passo del Sempione, grazie al quale si potevano valicare le Alpi. Secondo una teoria ottocentesca fu ampliata dall'imperatore Settimio Severo
Questa strada, finalizzata al trasporto terrestre, era integrata da vie d'acqua, il cui asse principale era il fiume Olona. Lungo questa direttrice i trasporti erano quindi sia terrestri che acquatici. Larga parte del tracciato della via Mediolanum-Verbannus, che venne utilizzato anche nel Medioevo e nei secoli seguenti, fu ripreso da Napoleone Bonaparte per realizzare la strada statale del Sempione.

## Storia
La Mediolanum-Verbannus fu costruita dopo la conquista romana della Gallia Cisalpina, in seguito alla pacificazione dei territori alpini. La prima via di comunicazione utilizzata dagli antichi romani fu però quella acquatica lungo il fiume Olona, che iniziò a essere frequentata assiduamente tra la tarda età repubblicana e la prima età imperiale: al fiume Olona erano infatti affiancati i suoi numerosi affluenti, e i laghi lombardi, che creavano una fitta rete di via d'acqua navigabili.
Grazie a questi commerci, lungo questa direttrice, vennero fondati città e villaggi. Anche gli insediamenti già presenti ottennero beneficio da questa situazione con la loro economia, prettamente agricola, che conobbe una fase di crescita. A fronte di questo sviluppo fu necessario affiancare alle vie d'acqua un'infrastruttura viaria terrestre che completasse in modo capillare anche la comunicazione tra i villaggi e le piccole città. Analogamente, a Milano, furono realizzati importanti lavori di implementazione delle vie d'acqua.
Pertanto lungo la direttrice Milano-Verbano venne realizzata una strada che era completata da diverse ramificazioni laterali, le quali mettevano in collegamento i vari insediamenti rurali. Della costruzione di questa opera, però, non se n'è trovata traccia sui documenti, e così per decenni si è creduto che il governo romano non avesse finanziato nessuna opera viaria terrestre nel territorio insubre. In questa zona, infatti, non sono presenti neppure strade consolari. Per decenni non sono poi stati trovati neppure reperti archeologici che segnalassero l'esistenza di questa strada.

L'antico ospizio Sant'Erasmo a Legnano, una delle stazioni sosta della via Romana medievale

L'uso della Mediolanum-Verbannus, dopo l'abbandono dovuto alle invasioni barbariche, venne ripreso nel Medioevo. Durante il Medioevo lungo la via Mediolanum-Verbannus, diventata nel frattempo una delle vie romee, passavano i pellegrini che erano diretti a Milano. Larga parte del tracciato della via Mediolanum-Verbannus, dal Medioevo chiamata via Romana, fu poi ripreso da Napoleone Bonaparte per realizzare la strada statale del Sempione. L'antica strada medievale, e il moderno corso Sempione, a Legnano, sono popolarmente conosciuti come "strada magna"

## Studi
Le fonti antiche sulla geografia della zona insubre sono scarse e per la maggior risalenti solo a partire dal II secolo a.C. in avanti. Questa scarsità dei dati scoraggiò in gran parte lo studio della viabilità tra Milano e il lago Maggiore, che iniziò solo nella prima parte degli anni sessanta del XX secolo, quando si capì che la via di comunicazione tra Milano, il Verbano e il passo del Sempione, sicuramente attiva nel Medioevo, avesse radici ben più antiche. La svolta si ebbe nel 1985 quando a Somma Lombardo fu scoperto dagli archeologi un troncone di strada romana, nella zona in cui si ipotizzava che sarebbe dovuta passare la via che collegava Milano al Lago Maggiore (sempre a Somma Lombardo ci furono altri ritrovamenti nel 2002).. A questo primo ritrovamento ne seguirono altri che confermarono, insieme allo studio più approfondito dei reperti già conosciuti, come pietre miliari e materiali epigrafici, la presenza di questa via di comunicazione già in epoca romana.

## Caratteristiche del selciato
Dalle indagini archeologiche effettuate a Somma Lombardo si è scoperto che gli strati più profondi del selciato della Mediolanum-Verbannus erano costituiti da ghiaia e ciottoli di fiume pressati in uno substrato di argilla. Il manto stradale, che era glareato, aveva, ai fianchi, delle canaline di scolo per l'acqua piovana. Altre analisi sul sito archeologico hanno dimostrato che la strada fu oggetto di costanti manutenzioni.

## Il percorso della via terrestre

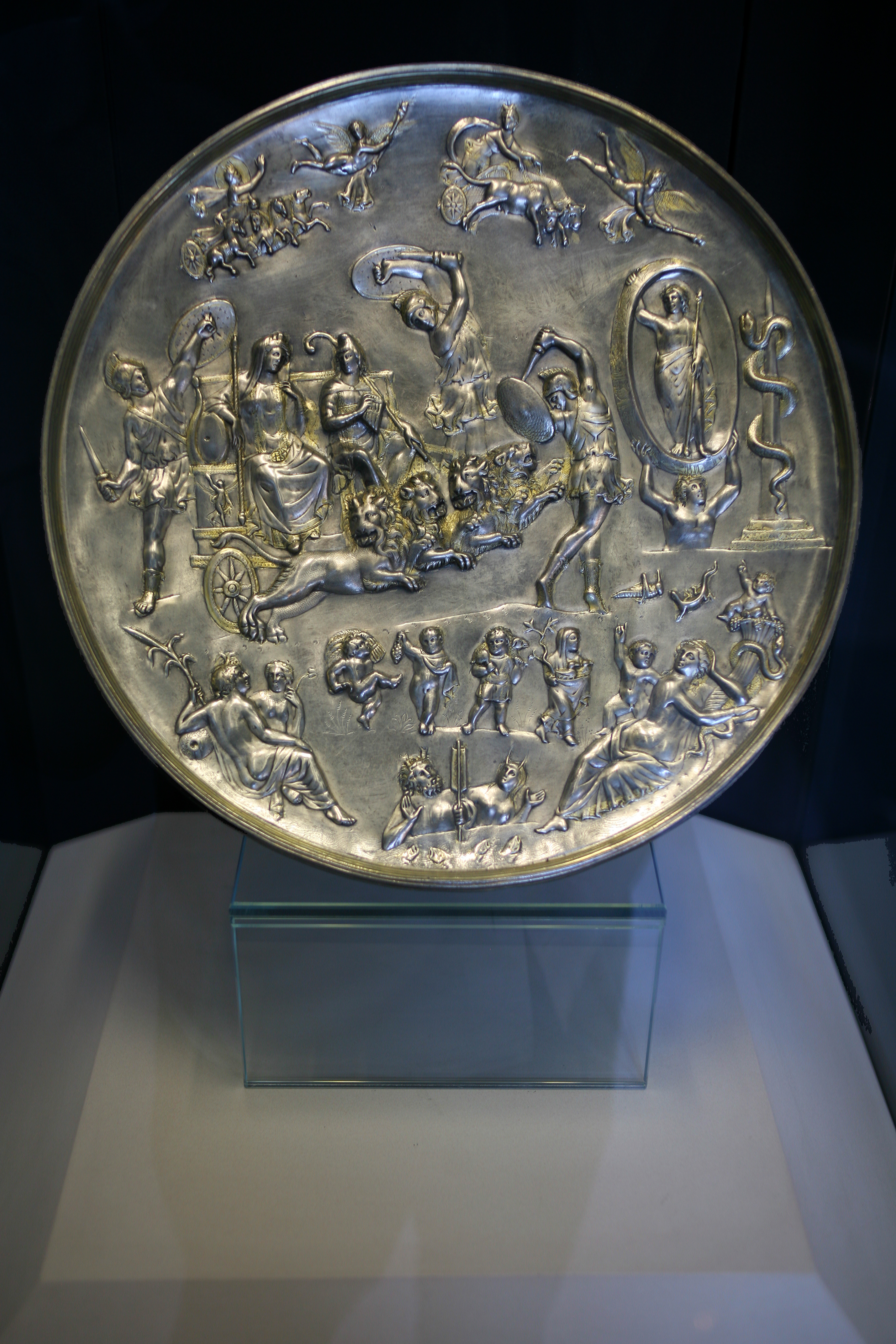
Gli dei Cibele e Adone sulla Patera di Parabiago, piatto in argento sbalzato conservato al Museo archeologico di Milano

La Mediolanum-Verbannus aveva una direttrice principale sud-est/nord-ovest da cui si staccavano percorsi carrabili minori che mettevano in comunicazione i villaggi e gli insediamenti agricoli. La via aveva origine a Mediolanum, dove incrociava la via Gallica, la via delle Gallie, la via Regina, la via Spluga, la via Mediolanum-Bellasium, la via Mediolanum-Bilitio, la via Mediolanum-Brixia, la via Mediolanum-Placentia e la via Mediolanum-Ticinum, nei pressi della Porta Giovia romana (lat. Porta Jovia), che era situata nei pressi del moderno Castello Sforzesco. La strada poi proseguiva verso nord-ovest costeggiando la sponda orientale dell'alveo artificiale dell'Olona e passando dalle moderne Pero, Rho (lat. Rhaudum), Nerviano, Parabiago (lat. Parablacum, località importante anche in epoca romana, come testimoniato dal ritrovamento della patera di Parabiago), San Vittore Olona e Legnano (lat. Legnianum). Il ritrovamento di numerosi reperti archeologici tra Canegrate e Castellanza fa supporre anche l'esistenza di una strada che andava in direzione di Saronno (lat. Solomnum)
La strada giungeva poi alla moderna Castegnate, frazione di Castellanza, dove attraversava l'Olona grazie a un ponte spostandosi alla sponda occidentale e proseguiva per la moderna Castellanza. Lambiva poi Busto Arsizio e proseguiva per Gallarate (lat. Glaeratum) e Cardano al Campo, passando nei pressi di Arsago Seprio per poi giungere a Somma Lombardo (lat. Summa), dove tratti di strada sono stati scoperti nel 1985 e nel 2002.

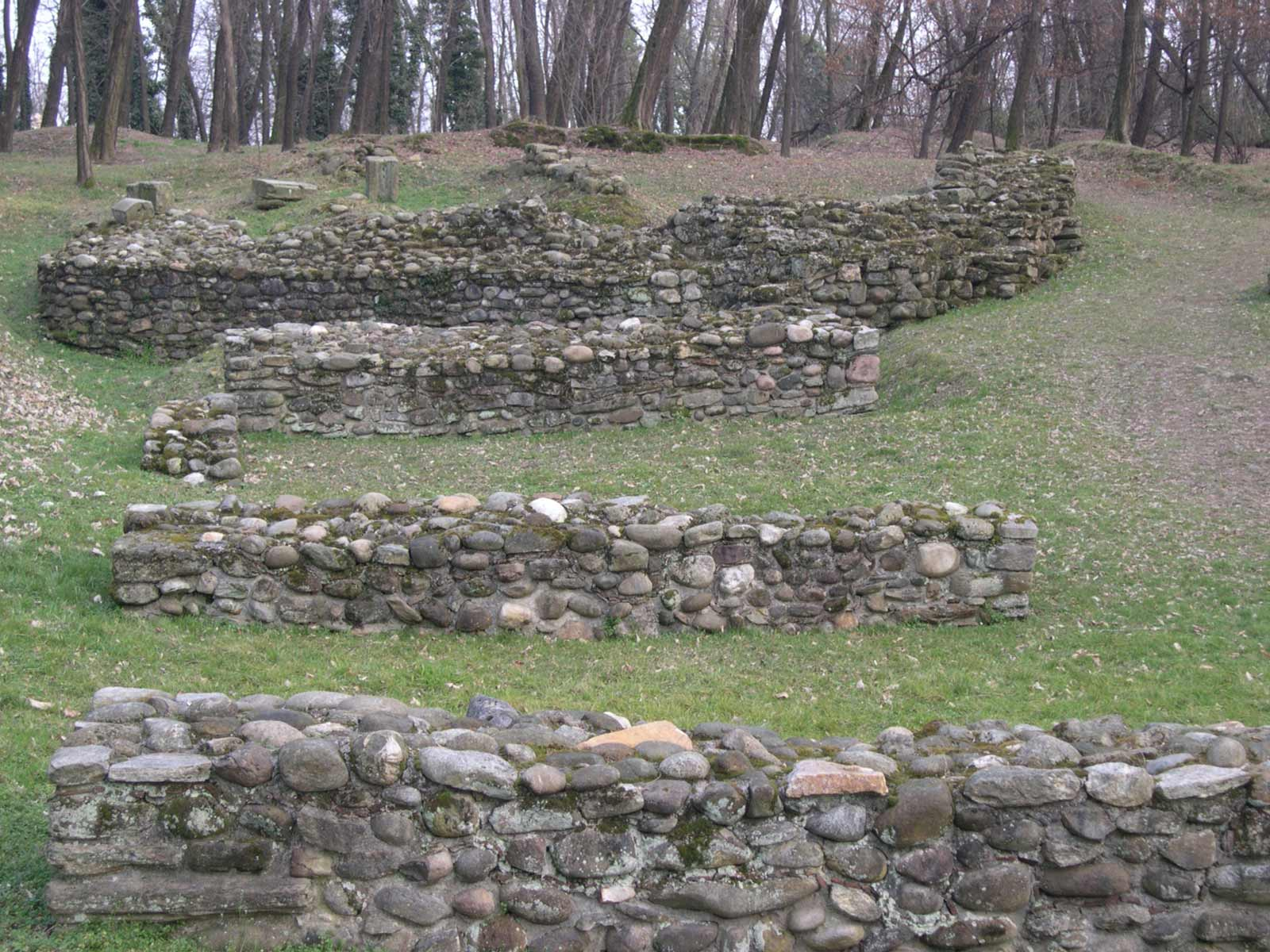
L'accesso al castrum romano di Castelseprio

A sud di Somma Lombardo la via Mediolanum-Verbannus intersecava trasversalmente un'altra strada romana che collegava Novara (lat. Novaria) e Como (lat. Comum) passando da Castelseprio (lat. Sibrium).. Da Somma Lombardo la via Mediolanum-Verbannus continuava poi il suo percorso passando da Sesto Calende, dove si divideva in due direttrici terminali. La prima raggiungeva direttamente Angera (lat. Sebuinus) costeggiando il lago, l'altra vi giungeva per via collinare attraversando Taino. Angera era in epoca romana un importante porto lacustre sul Verbano, centro per gli scambi commerciali con la val d'Ossola, Muralto e Bellinzona, da cui si potevano raggiungere i passi alpini della Novena, del Lucomagno e del San Bernardino.
Tra i percorsi che da Milano portavano verso la Svizzera, vi era quello che si distaccava dalla Mediolanum-Verbannus a Sesto Calende portandosi sulla destra del Ticino e percorreva la val d'Ossola permettendo di valicare le Alpi al passo del Sempione o al passo dell'Arbola. Questi percorsi, peraltro assai difficoltosi, mettevano in comunicazione la Gallia Cisalpina con la valle del Rodano..
L'ipotesi ottocentesca sull'esistenza di un ponte romano sul Ticino all'altezza di Sesto Calende non è suffragata da evidenze archeologiche. La forza delle acque del fiume provocava continui mutamenti delle sponde, per cui è presumibile che l'attraversamento avvenisse su strutture mobili (traghetti o ponte di barche).

## La viabilità fluviale

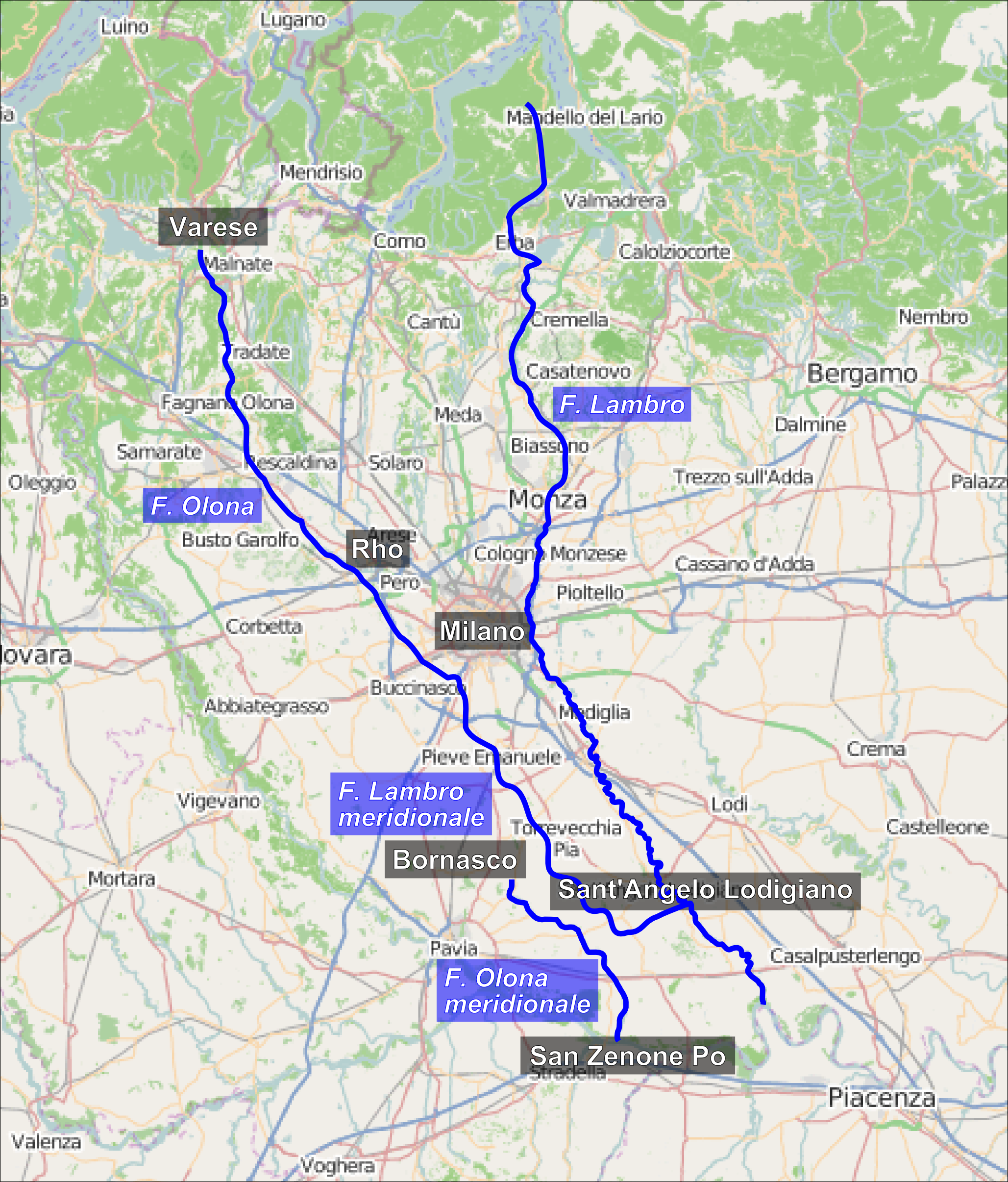
I percorsi dei fiumi Olona, Lambro Meridionale e Olona meridionale

Come già accennato, il trasporto terrestre della via Mediolanum-Verbannus era integrato con un'intensa viabilità acquatica che sfruttava i laghi lombardi, il fiume Olona e i suoi affluenti. Le vie d'acqua, in epoca romana, grazie alle chiatte, erano in grado di trasportare fino a 500 quintali di merce per ogni barcone che viaggiava su un canale artificiale e 300 su una chiatta fluviale, contro gli 8-20 di un carro che percorreva le strade terrestri. Plinio il Vecchio definì "immensi" i laghi del Nord Italia, tanto era la loro capacità anche di trasportare merci:
(Plinio il Vecchio, Naturalis historia)
Infatti i laghi, a differenza del mare, sono contraddistinti da venti moderati e costanti e sono caratterizzati da una scarsa agitazione delle loro acque: tutto questo facilitò, anche in tempi antichi, il trasporto fluviale e lacustre. In particolare nel territorio insubre gli specchi lacustri utilizzati per il trasporto furono il Lago Maggiore (lat. Verbanus lacus), il Lago di Monate (lat. Monati lacus), il Lago di Lugano (lat. Ceresius lacus), il Lago di Varese (lat. Gavirati lacus), il Lago d'Orta (lat. Cusius lacus) e il Lago di Comabbio (lat. Comavii lacus). A questi specchi d'acqua si aggiungevano parecchi corsi d'acqua, il più importante dei quali era l'Olona, che infatti venne preso come riferimento per la via Mediolan. Altro fiume importante per i trasporti era il Ticino (lat. Ticinus). A sud la presenza del Po mise poi in comunicazione le popolazioni del territorio insubre con il mare Adriatico e quindi con il mar Mediterraneo.
Per quanto riguarda il trasporto fluviale lungo l'Olona, questo fiume era navigabile, in epoca romana, perlomeno da Legnano in poi. Altri corsi d'acqua navigabili erano il Lura, il Bozzente e il Nirone, tutti affluenti, diretti o indiretti, dell'Olona. Fu proprio per aumentare la sua capacità di trasportare merci, che gli antichi romani deviarono il corso dell'Olona verso Milano e la Vettabbia: in origine il fiume, giunto a Lucernate, frazione di Rho (lat. Rhaudum), percorreva il suo alveo naturale verso sud attraversando la moderna Settimo Milanese (lat. Septimus ab Urbe Lapis) e passando a diversi chilometri da Milano per poi percorrere l'alveo del moderno Olona inferiore o meridionale (lat. Olonna) e sfociare nel Po (lat. Padus) a San Zenone.
Gli antichi romani deviarono quindi l'Olona a Lucernate, scavando un alveo artificiale che si dirigeva verso Milano costeggiando la via Mediolanum-Verbannus. Il sistema integrato terrestre-fluviale era infatti basato sull'utilizzo di bestie da soma che trainavano le chiatte quando queste ultime navigavano i fiumi controcorrente. Un corso d'acqua che costeggiasse interamente la via Mediolanum-Verbannus fu quindi reputato fondamentale dagli antichi romani per dare un cospicuo incremento ai commerci lungo questa strada, soprattutto considerando il maggiore carico trasportabile sui barconi fluviali rispetto al semplice trasporto terrestre. Questa opera di ingegneria idraulica venne realizzata in concomitanza alla costruzione della via Mediolanum-Verbannus, ovvero nei primi anni dell'Era volgare, cioè tra la fine dell'era repubblicana e i primi decenni dell'età imperiale.